# Dél-plzeňi járás

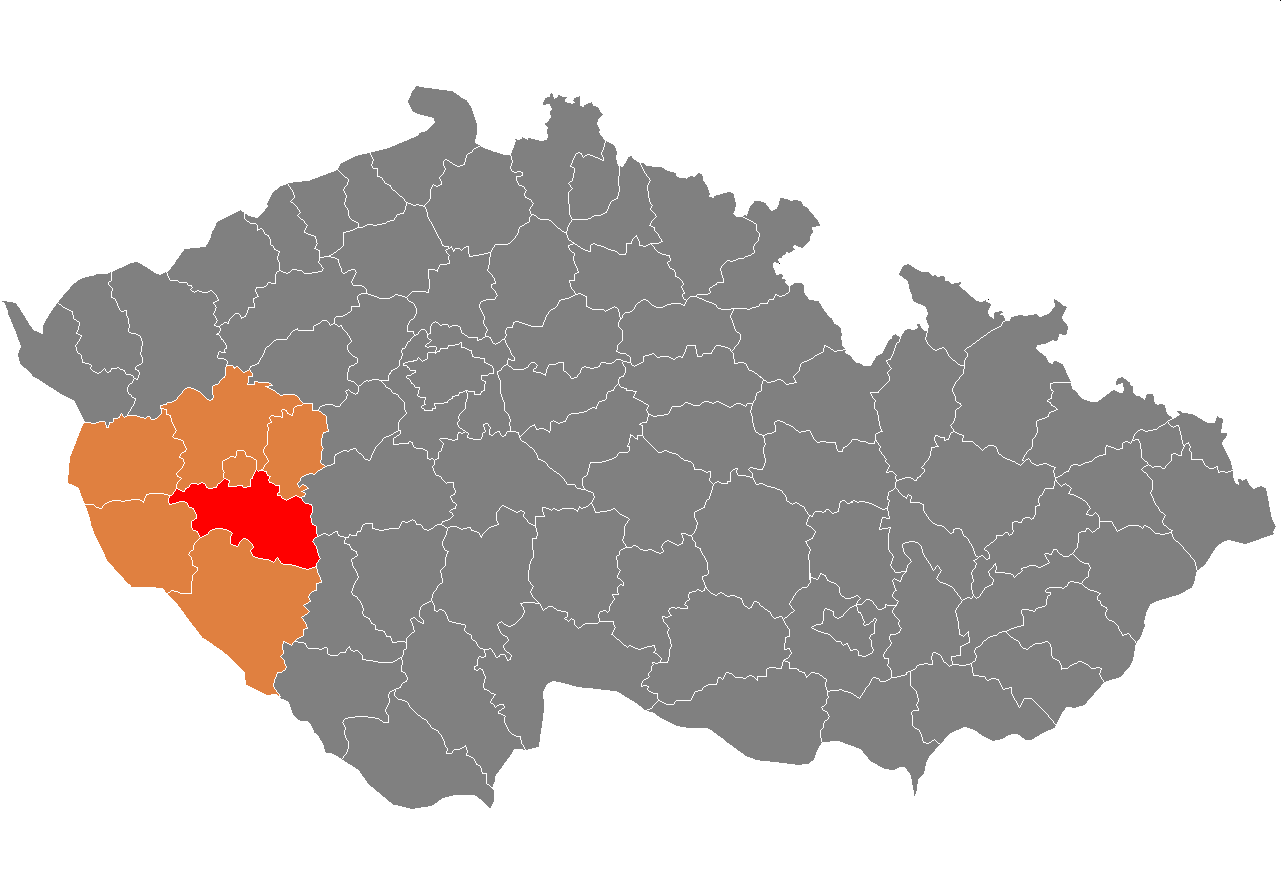
Dél-plzeňi járás

A Dél-plzeňi járás (csehül: Okres Plzeň-jih) közigazgatási egység Csehország Plzeňi kerületében. Székhelye Plzeň. Lakosainak száma 62 249 fő (2009). Területe 990,04 km².

## Városai, mezővárosai és községei
A városok félkövér, a mezővárosok dőlt, a községek álló betűkkel szerepelnek a felsorolásban.
Blovice •
Bolkov •
Borovno •
Borovy •
Buková •
Chlum •
Chlumčany •
Chlumy •
Chocenice •
Chotěšov •
Čižice •
Čížkov •
Čmelíny •
Dnešice •
Dobřany •
Dolce •
Dolní Lukavice •
Drahkov •
Honezovice •
Horní Lukavice •
Horšice •
Hradec •
Hradiště •
Jarov •
Kasejovice •
Kbel •
Klášter •
Kotovice •
Kozlovice •
Kramolín •
Letiny •
Líšina •
Lisov •
Louňová •
Lužany •
Měcholupy •
Merklín •
Mileč •
Milínov •
Míšov •
Mladý Smolivec •
Mohelnice •
Nebílovy •
Nekvasovy •
Nepomuk •
Netunice •
Neurazy •
Nezdice •
Nezdřev •
Nová Ves •
Nové Mitrovice •
Oplot •
Oselce •
Otěšice •
Polánka •
Prádlo •
Předenice •
Přestavlky •
Přeštice •
Příchovice •
Ptenín •
Radkovice •
Řenče •
Roupov •
Seč •
Sedliště •
Skašov •
Soběkury •
Spálené Poříčí •
Srby •
Štěnovice •
Stod •
Střelice •
Střížovice •
Tojice •
Třebčice •
Týniště •
Únětice •
Útušice •
Ves Touškov •
Vlčí •
Vlčtejn •
Vrčeň •
Vstiš •
Žákava •
Zdemyslice •
Ždírec •
Zemětice •
Žinkovy •
Životice

## Fordítás
- Ez a szócikk részben vagy egészben  a   Plzeň-South District című angol Wikipédia-szócikk ezen változatának fordításán alapul.  Az eredeti cikk szerkesztőit annak laptörténete sorolja fel. Ez a jelzés csupán a megfogalmazás eredetét és a szerzői jogokat jelzi, nem szolgál a cikkben szereplő információk forrásmegjelöléseként.
- Ez a szócikk részben vagy egészben  az   Okres Plzeň-jih című cseh Wikipédia-szócikk ezen változatának fordításán alapul.  Az eredeti cikk szerkesztőit annak laptörténete sorolja fel. Ez a jelzés csupán a megfogalmazás eredetét és a szerzői jogokat jelzi, nem szolgál a cikkben szereplő információk forrásmegjelöléseként.